# L'Espérance (Pollaiuolo)
Pour les articles homonymes, voir L'Espérance (homonymie).
L'Espérance est une peinture allégorique réalisée à l'huile sur panneau par Piero Pollaiuolo en 1470, conservée depuis 1777 à la Galerie des Offices à Florence. Elle est une représentation de l'Espérance, personnifiée en femme habillée de vert en train de prier.

## Histoire
Le Tribunale della Mercanzia de Florence (l'organisme supervisant toutes les guildes de la ville) a commandé à l'artiste sept œuvres représentant les sept vertus catholiques dans un contrat daté du 18 août 1469. Elles étaient destinées à décorer les dossiers des sièges de sa salle d'audience sur la piazza della Signoria. La Charité fut le premier tableau à être achevé et fut livré en décembre 1469.
La commande fut temporairement transférée à Botticelli, probablement après un retard de Pollaiuolo. Botticelli a produit La Force avant que les protestations bruyantes de Pollaiuolo et de son frère Antonio ne conduisent à un deuxième contrat renvoyant la commande à Piero et à son atelier pour produire les six œuvres restantes de la série.
Après le transfert de la magistrature aux Offices, les peintures furent exposées dans la galerie à partir de 1777, après la suppression du Tribunale. Au XIXe siècle, les œuvres étaient dans un si mauvais état de conservation que seule La Prudence était exposée.